# Ottjen Alldag

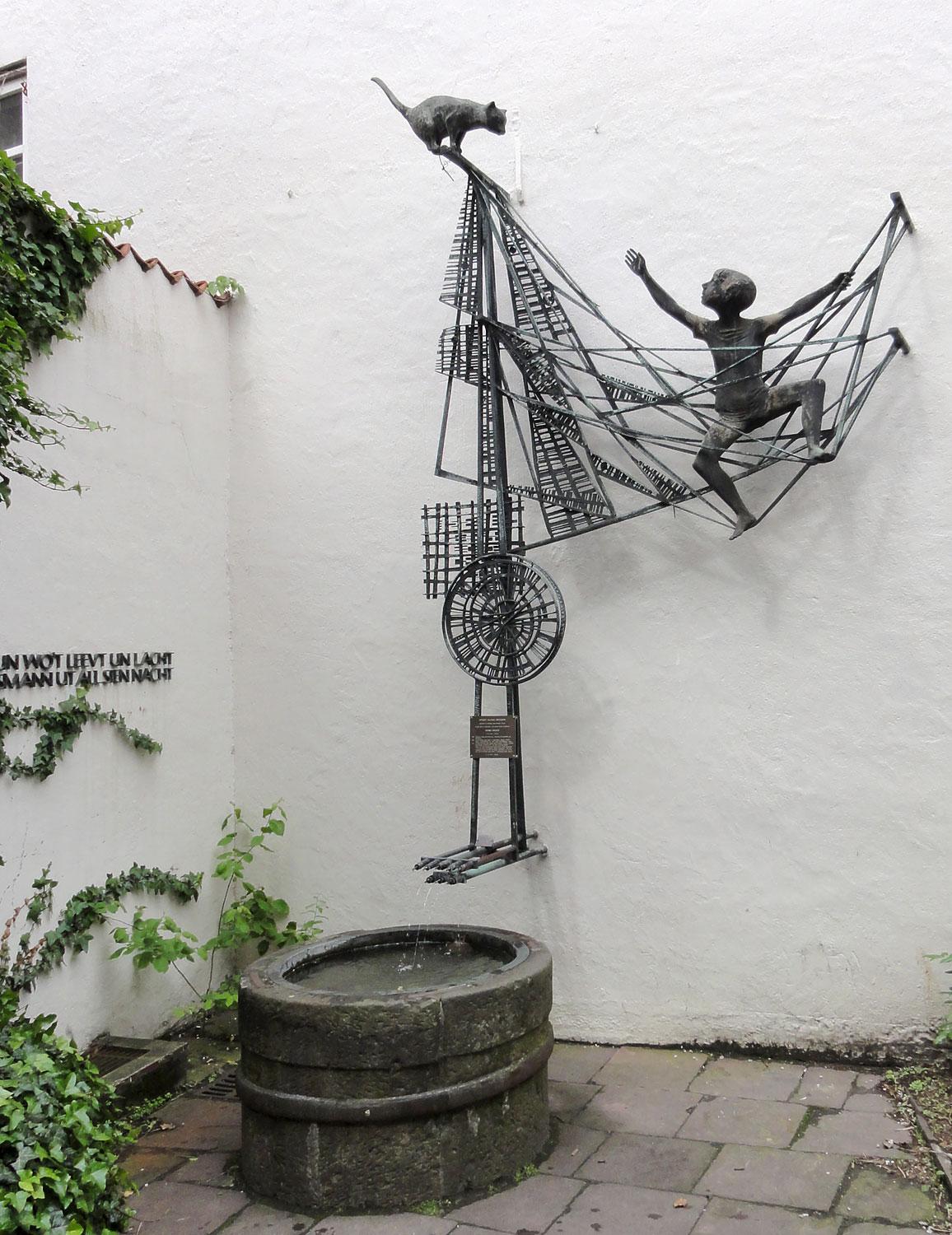
Die Ottjen-Alldag-Plastik von Claus Homfeld im Bremer Schnoorviertel

Ottjen Alldag ist Titelfigur der von dem Bremer plattdeutschen Schriftsteller Georg Droste (1866–1935) verfassten in den 1910er Jahren erschienenen Roman-Trilogie über eine Bremer Kindheit mit autobiografischen Zügen.

## Figur
Ottjen Alldag ist ein Bremer Junge, pfiffig („plietsch“) und gewitzt. Er wächst in einer Familie auf, die am rechten Bremer Weserufer, direkt hinterm Osterdeich, zu Hause ist. Georg Droste erzählt im Bremer Platt Ottjens Entwicklung von der Geburt bis ins Erwachsenenalter.
Laut Radio Bremen, das den Roman in einer gemeinsamen Produktion mit dem NDR in den 1950er Jahren zu einer seither mehrmals gesendeten Hörspielserie verarbeitete, ist „Ottjen Alldag […] für alteingesessene Bremer das, was Klein Erna für Hamburg oder Tünnes und Schääl für Köln sind“.

## Das Ottjen-Alldag-Relief
Die Romanfigur Ottjen Alldag steht auch im Mittelpunkt einer Gedenkstätte für ihren Schöpfer Georg Droste, die im Bremer Schnoorviertel errichtet und am 6. Dezember 1963 eingeweiht wurde. Vor der Wand des Hauses Schnoor 39, Ecke Spiekerbartstraße (Lage), in unmittelbarer Nähe und inhaltlichem Bezug zum Institut für niederdeutsche Sprache, Schnoor 41, schwebt ein von dem Bremer Bildhauer Claus Homfeld gestaltetes Metallrelief. Die Idee, dass jeder Mensch – wie Ottjen Alldag – „in die Fäden seines Schicksals verstrickt sei“, ist in ein filigranes Relief aus Kupferstäben mit figürlichen Elementen aus Bronze umgesetzt.
Weiterer Bestandteil des Ensembles ist eine für das Bremer Umland typische Brunnenbrüstung eines Ziehbrunnens aus Obernkirchener Sandstein. Sie ist inschriftlich auf 1733 datiert, stammt ursprünglich von einem Bauernhof in der Lankenau und wurde 1963 von einer anderen Stelle im Schnoor hierher versetzt und mit einer kupfernen Schale für einen Laufbrunnen versehen.
Eine plattdeutsche Widmungsinschrift, verfasst von dem Schriftsteller Heinrich Schmidt-Barrien, erinnert an die Blindheit des Autors Georg Droste:
von’t ole Bremen
un wo’t leevt un lacht
sung uns de Dichtersmann
ut all sien Nacht
Plastik und Brunnen stehen seit 1973 unter Denkmalschutz.
Straßenname
- 1957 die Ottjen-Alldag-Straße im Bremer Stadtteil Obervieland zwischen Habenhauser Landstraße und Klaus-Groth-Straße.

## Präsenz in den Medien
Nach der Roman-Trilogie Ottjen Alldag von Georg Droste hat Heinrich Schmidt-Barrien, der in Hoch- und Plattdeutsch schrieb, in den 1950er Jahren für Radio Bremen eine 16-teilige Hörspielreihe gestaltet, die der Sender von 1954 bis 1956 ausstrahlte. Die Leitung der gemeinsam mit dem NDR produzierten Hörspielserie Ottjen Alldag hatte der Regisseur Bernd Wiegmann. 1954 verkündete Radio Bremen in einer Pressemitteilung: Insgesamt 178 sprechende Rollen wurden vergeben, nicht dazugezählt die unzähligen Stimmen, denen keine eigene Rolle zugeteilt wurde, die aber trotzdem zum Gelingen der Hörspielserie beigetragen haben. Die Musik wurde von Volker Gwinner komponiert, und durch die Geschichte führt uns als Sprecher Ferdinand Zeissner.
Die Hörspielserie wurde von Ilka Bartels bearbeitet und 2008 wieder ausgestrahlt.